# Ковалёв, Павел Васильевич
Павел Васильевич Ковалёв (23 января 1912, Сумы — 18 апреля 1996, Харьков) — доктор географических наук, профессор, заведующий кафедрой региональной физической географии Харьковского университета, известный учёный и альпинист Украины и СССР.

## Биография
Профессор Ковалёв Павел Васильевич родился 23 января 1912 года в городе Сумы (Украина). После окончания в 1931 году техникума химической промышленности работал в Соликамске, Красноярске и Сумах. Проживая в Красноярске, пристрастился к лазанию по популярным скальным останцам, называемых «Столбами».
Вернувшись на Украину, Ковалёв поступает в 1937 году в Харьковский университет на геолого-географический факультет, где вплотную начинает заниматься альпинизмом и в короткое время становится председателем секции альпинизма университета. Летом 1938 года выезжает на Кавказ в альплагерь «Наука», где ему вручают значок «Альпинист СССР». Наблюдая за природой Кавказа, Ковалёв начинает интересоваться геоморфологическими и селевыми процессами в горах, а также ледниками высокогорного Кавказа. В 1940 году он становится свидетелем крупного селевого потока в долине реки Джаловчат, первые исследования которого он и производит.
П. В. Ковалёв завершает учёбу в университете за четыре гора, в 1941 году, а уже в июле призывается на фронт. Участвует в обороне Харькова, Сталинграда, сражается на Курской дуге, в наступательных операциях в Варшаве и Берлине. Как командир сапёрного взвода принимает участие в разминировании канцелярии Гитлера в Тиргартене. За участие в боях будущий учёный награждается орденами «Красной звезды» и «Отечественной войны» 2-й степени, а также медалями.
После окончания войны Ковалёв работает преподавателем в Харьковском университете, одновременно выезжая в летние периоды на Кавказ в качестве инструктора по альпинизму. За совершение ряда сложных траверсов в 1953 году он становится мастером спорта по альпинизму. В1947-48 годах собирает материалы для кандидатской диссертации по геоморфлогическим процессам в долине реки Баксан. В 1950 году он защищает кандидатскую диссертацию по теме «Геоморфология долины реки Баксан». В последующие годы руководит географическими и гляциологическими экспедициями в рамках международных программ МГГ, МГСС, МГД. Их результатом является опубликование восьмитомника «Материалы Кавказской экспедиции».
В 1966 году учёный защищает докторскую диссертацию в стенах Московского университета, встретив поддержку известного советского географа, доктора наук, впоследствии академика К. К. Маркова. Темой докторской диссертации стала «Четвертичная история оледенений Кавказа», в которой П. В. Ковалёв обосновал распространение крупного кавказского покровного оледенения, выходившего языками в предгорные долины.
Кроме кавказского региона научные интересы П. В. Ковалёва простираются на Восточно-Европейскую равнину, где он исследует палеогеографию четвертичных отложений (в частности, долины реки Оскол) и особенности геоморфологии небольших степных образований (степные блюдца). Особым направление в научной деятельности учёного становятся дендрохронологические исследования в связи с изменениями климата.
В 1968 году, получив звание профессора, он руководит кафедрой кафедры региональной географии, где проработал в этой должности до 1989 года.
С 1980 года профессор Ковалёв признаётся заслуженным деятелем высшей школы Украины. В 1985 году избирается почётным членом Географического общества СССР. С 1989 по 1994 год является Председателем Харьковского отдела Географического общества Украины.
П. В. Ковалёв умер 18 апреля 1996 года. За свою жизнь доктор географических наук, профессор П. В. Ковалёв подготовил несколько кандидатов наук и опубликовал 240 печатных работ, в том числе монографии.

## Популяризация наукии научные труды
Ковалёв П. В. в пятидесятые годы пишет несколько научно-популярных книг и брошюр о природе Кавказа, а затем с головой уходит в палеогеографические, геоморфологические и гляциологические исследования Кавказа, работая в основном в высокогорье, где ему помогает приобретенный альпинистский опыт.
Ниже приводится небольшой список работ учёного.
- Материалы к геоморфологии долины р. Баксан, кандидатская диссертация, 1950
- На просторах родины чудесной. Сб., Харьков 1952
- Ковалёв П. В. Кавказ. Очерк природы. М. Географгиз. 1954
- Агибалова В. В., Ковалёв П. В. Обитель снегов. Серия: Рассказы о природе. М.: Гос. изд. географической литературы. 1956
- Ковалёв П. В. Геоморфологические исследования в Центральном Кавказе (бассейн р. Баксан). Харьков: Харьковский ун-т, 1957
- Ковалёв П. В. Следы древнего оледенения на территории Кабардино- Балкарской АССР Материалы Кавказской экспедиции (по программе МГГ). Харьков, 1960.-Т.1
- Ковалёв П. В. Современное оледенение бассейна р. Баксана Материалы Кавказской экспедиции (по программе МГГ). Харьков, 1961. Т. 2 3
- Ковалёв П. В. О селях на северном склоне Центрального Кавказа. — Материалы Кавказской экспедиции (по программе МГГ). Харьков, изд. Харьковского ун-та, 1961, т. III
- Ковалёв П. В., Дубинский Г. П. О работах Кавказской экспедиции Харьковского Университета по программе МГГ. «Мат-лы гляц. иссл.» — 1962
- Ковалёв П. В. О динамике ледников Кавказа. Тр. ЗАКНИГМИ, 1963
- Вопросы четвертичного оледенения Кавказа, 1965
- Современное и древнее оледенение Большого Кавказа, 1967
- Битвинскас Т. Т., Бажов В. И., Ковалёв П. В., Ковалёв А. П., Иванов В. И., Попов А. И. Анализ хронологических рядов годичных колец деревьев. // Колебания климата за последнее тысячелетие / Под ред. Е. П. Борисенкова. Л.: Гидрометеоиздат, 1988